# داتین
داتین با نام کامل داتیس آرین قشم نام شرکت ایرانی است که در زمینه فناوری اطلاعات، تولید نرم‌افزار و خدمات مالی و امنیت فعال است. این شرکت با بیش از ۱۱۰۰ کارمند از شرکت‌های فعال در حوزه تولید نرم‌افزار و ارائه راهکارهای جامع بانکی، بیمه‌ای و مالی است که از سال ۱۳۹۰ به عنوان یک شرکت مستقل شکل گرفت. مالکیت این شرکت در اختیار هلدینگ فناپ وابسته به گروه مالی پاسارگاد است و پیش از مستقل شدن، به مدت ۶ سال بخشی از هلدینگ فناپ و به عنوان یک واحد کسب‌وکاری به‌شمار می‌آمد.

## تاریخچه
«یک صبح جمعه درحال کوهنوردی، چند جوان را دیدم که مشغول صحبت دربارهٔ نرم‌افزار هستند. در مسیر با هم حرکت کردیم و هم‌کلام شدیم. به آن‌ها گفتم می‌خواهم بانکی درست کنم و دنبال کُربنکینگش هستم. فکر می‌کنید بتوانید کُربنکینگ بنویسید؟ آن‌ها استقبال کردند و من این جوانان را به دفترم دعوت کردم. این‌گونه بود که هسته اولیه فناپ و تیم راهکارهای بانکی شکل گرفت و بعدها به شرکت مستقل داتین تبدیل شد.»

مجید قاسمی، مدیرعامل بانک پاسارگاد، ماهنامه پیوست
واحد راهکارهای بانکی فناپ در نیمه دوم سال ۸۴ شکل گرفت و در ۲۵ دی ماه ۱۳۹۰ به عنوان شرکت مستقل داتین ثبت شد. داتین بخشی از هلدینگ فناپ و بزرگ‌ترین زیرمجموعه به‌شمار می‌آید و پس از ۱۰ سال فعالیت بیش از ۷۱ میلیون کاربر با واسطه دارد و بیش از ۱۰ هزار شعبه بانکی در سراسر ایران، حداقل از یکی از سرویس‌ها و خدمات بانکی این شرکت استفاده می‌کنند.

## محصولات
سامانه بانکداری متمرکز داتین با عنوان ترنج شناخته می‌شود. اسفندماه سال ۹۶ داتین توانست در مناقصه بانک سپه به عنوان یکی از مهم‌ترین مناقصه‌های کربنکینگ کشور برنده شود. با ابلاغ مصوبه هیئت‌مدیره بانک سپه، تا پایان سال ۱۴۰۰ سامانه کربنکینگ هر پنج بانک ادغامی در سپه شامل بانک‌های انصار، مهر اقتصاد، حکمت، کوثر و قوامین به سامانه جامع بانکی داتین، که در بانک سپه پیاده‌سازی شده‌است، مهاجرت داده می‌شوند. اسفند ۹۷ اجرای پروژه مهاجرت بانک سپه به کربنکینگ جدید به شرکت داتین واگذار شد. این فرایند همچنین برای مؤسسه اعتباری کاسپین نیز انجام شده‌است.نرم‌افزار داتین در بانک سپه در بیش از سه هزار شعبه به بهره‌برداری رسیده‌است. به باور تعدادی از کارشناسان صنعت بانکی و پرداخت، پروژه مهاجرت بانک سپه به کر جدید و ادغام بانک‌های نظامی توسط این شرکت پیچیده‌ترین پروژه تاریخ صنعت بانکی کشور است که ۲۴ میلیون مشتری و ۴ هزار شعبه را پوشش می‌دهد. حدود ۶ هزار و ۳۰۶ شعب بانکی در کشور به سامانه بانکداری متمرکز داتین متصل هستند. این عدد معادل ۲۵ درصد کل شعب بانکی فعال در کشور ایران است. براساس آمار بانک مرکزی ایران تا مهرماه سال ۱۴۰۰، بیش از ۷۳ میلیون کارت بانکی فعال (حدود ۱۸ درصد کارت‌های فعال در کشور) در سامانه‌های مدیریت کارت داتین تعریف شده‌اند.
از ۱۴۰۱ پلتفرم ویپاد یا وی‌پاد را ساخته‌است.

## زمینه فعالیت

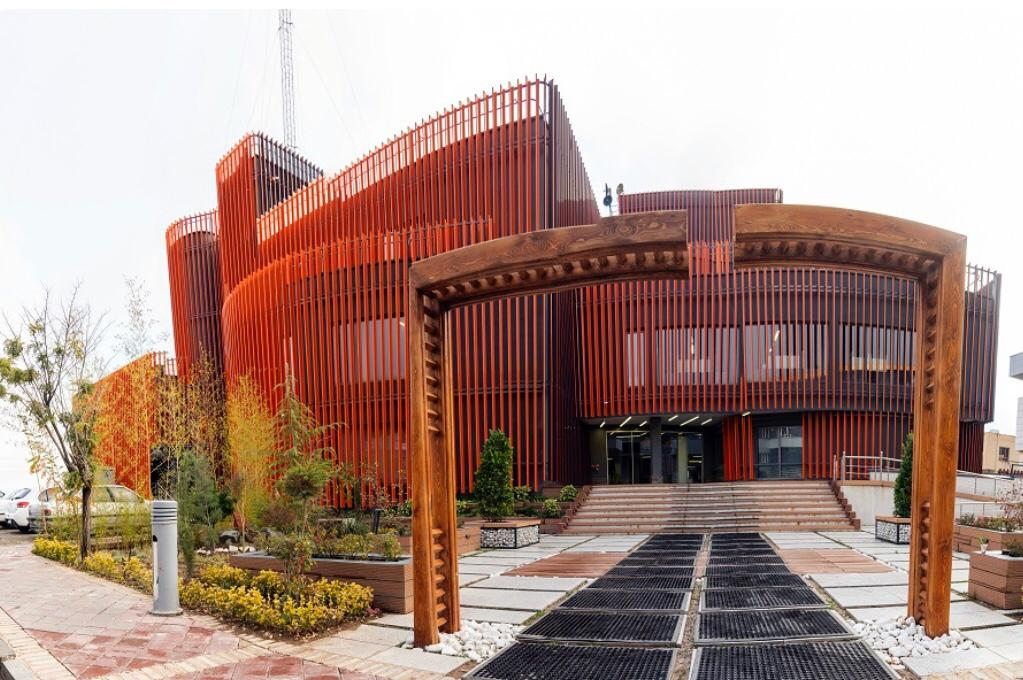
ساختمان شماره ۱ شرکت داتین در پردیس

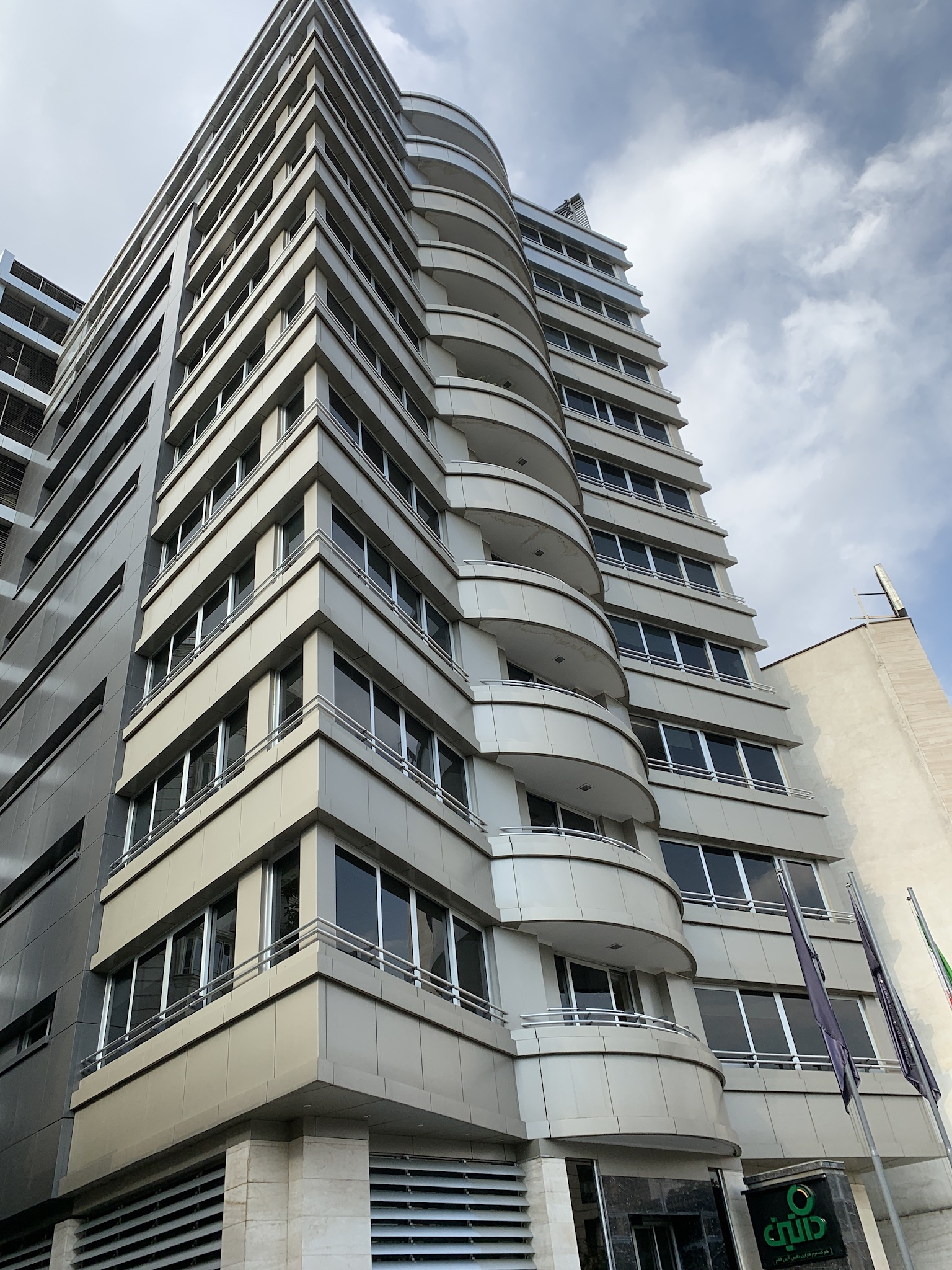
ساختمان شماره ۲ شرکت داتین در جردن

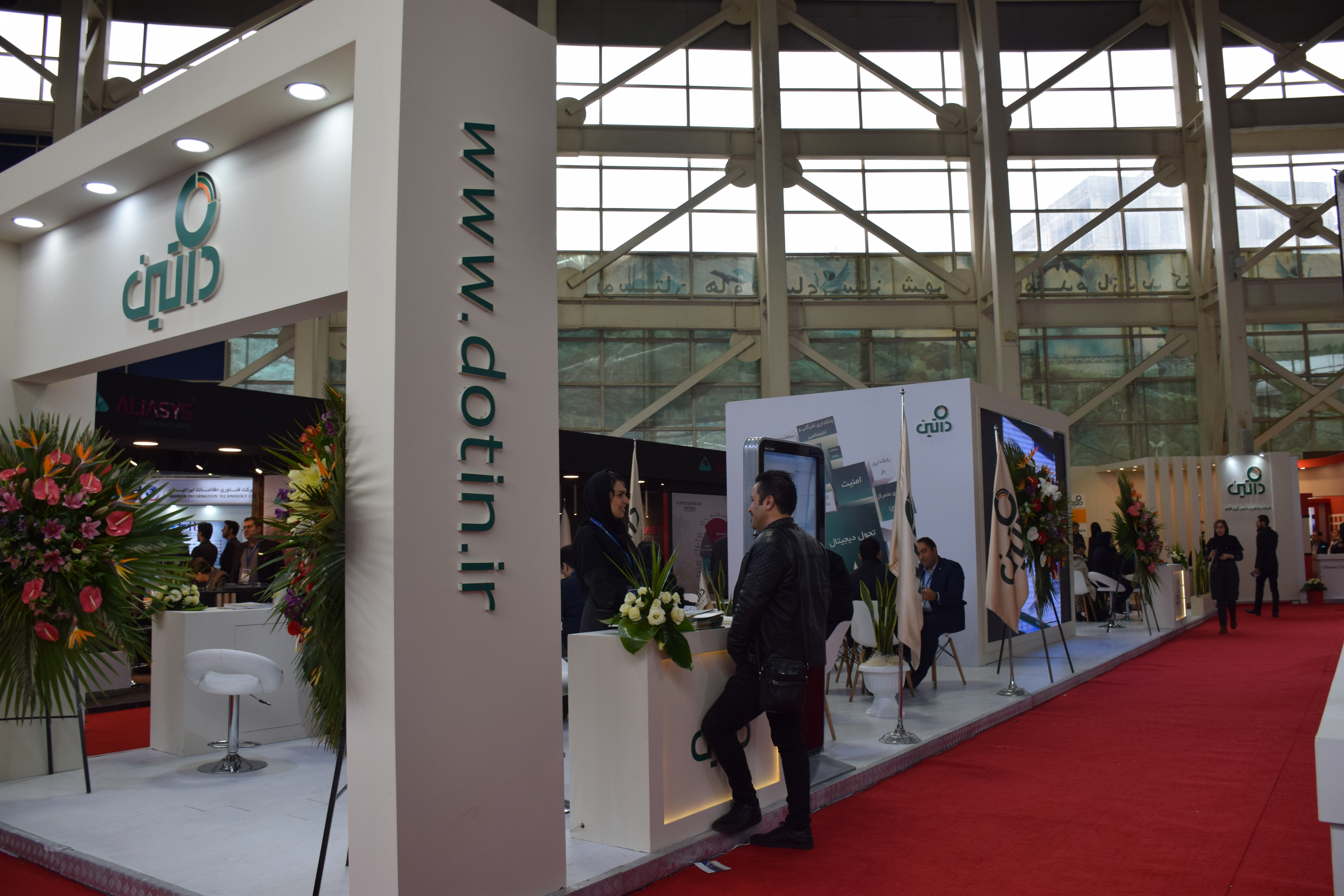
داتین در نمایشگاه تراکنش سال ۱۳۹۸

این شرکت به‌عنوان یک شرکت فعال در حوزه فین‌تک، محصولات متعددی دارد اما مهم‌ترین و اصلی‌ترین محصول این شرکت، راهکار جامع بانکی آنهاست. در حوزه بیمه راهکارهای بیمه گری داتین از سالهای گذشته به بیمه‌های پاسارگاد، حکمت صبا و باران ارائه می‌شده‌است، در سال ۹۹ بیمه کوثر به نرم‌افزار جامع بیمه‌گری داتین مهاجرت کرد که همکاری شرکت داتین نقش مؤثری در توسعه خدمات الکترونیک شرکت بیمه کوثر داشته‌است. این شرکت علاوه بر شرکت توسعه سرمایه پیشگامان پویا (وابسته به بانک ملی) زیرساخت‌های کامل نرم‌افزاری را برای صدور کارت اعتباری، در شرکت پرداخت نوین نیز پیاده‌سازی کرد. ‏از دیگر فعالیت‌های این شرکت می‌توان به ارائه راهکار جامع سازمانی اشاره کرد که سامانه مدیریت منابع انسانی آن در وزارت امور اقتصادی و دارایی و بانک شهر پیاده‌سازی شده‌است.
کارت اعتباری از راهکارهای این شرکت در حوزه پرداخت بوده و بانک پاسارگاد به عنوان اولین بانک از این محصول استفاده و کارت اعتباری صادر می‌کند. تا سال ۹۹ بیش از ۳۲۰۰ شعبه بانک ملی سامانه مدیریت کارت اعتباری داتین متصل بوده‌اند. با شیوع کرونا این شرکت با ارائه زیرساخت‌های استعلام و صدور آنلاین بیمه‌نامه شخص ثالث، امکان فروش الکترونیکی بیمه‌نامه را برای بیمه‌گزاران فراهم کرد.
- سامانه کشف تقلب: این سامانه که rule base است و براساس قواعد از پیش تعریف شده طراحی و پیاده‌سازی شده توسط اداره بازرسی بانک پاسارگاد در حال بهره‌برداری است.
- سوئیچ و کارت[۲۹]
- بانکداری مدرن
- سامانه‌های تحلیلی مبارزه با پولشویی
- شناسایی ذینفع واحد
- هوش تجاری

از جمله بزرگ‌ترین مشتریان داتین می‌توان به بانک‌های پاسارگاد، سپه، قرض‌الحسنه رسالت، گردشگری، توسعه تعاون، رفاه کارگران، وزارت امور اقتصاد و دارایی، بیمه پاسارگاد، کوثر، حکمت صبا، باران، پرداخت نوین آرین، توسعه سرمایه پیشگامان پویا، پرداخت الکترونیک پاسارگاد، تجارت الکترونیک ایران‌خودرو، شرکت پتروشیمی پردیس و هلدینگ پارس آریان اشاره کرد.

## افتخارات
- سرآمدان دیجیتال ۱۴۰۰ ایران

در پنجمین دوره ارزیابی ملی تحول دیجیتال که در مرکز همایش‌های دانشکده مدیریت دانشگاه تهران برگزار شد در محور زبدگی دیجیتال که بلوغ دیجیتال سازمان شرکت کننده، ممیزی می‌گردد، شرکت ایرانسل موفق به دریافت تندیس زرین زبدگی دیجیتال و شرکت داتین و همراه اول موفق به دریافت تندیس سیمین زبدگی دیجیتال شدند و در محور رهبری دیجیتال گواهینامه اهتمام به رهبری دیجیتال به معاون برنامه‌ریزی و توسعه شرکت داتین اهدا شد.
- شرکت‌های برتر ایران

در بیست و سومین همایش شرکت‌های برتر ایران که بهمن ۱۳۹۹ برگزار شد، شرکت داتین موفق شد در این رتبه‌بندی نسبت به سال گذشته ۲۶ پله صعود کند و رتبه ۳۰۹ شرکت‌های برتر کشور را به خود اختصاص دهد.
- حضور در چهارمین دوره ارزیابی ملی تحول دیجیتال[۳۱]

## مدرسه داتین
این مدرسه در سال ۹۹ با جذب فارغ‌التحصیلان دانشگاهی رشته کامپیوتر و فناوری اطلاعات آغاز به کار کرد. این مدرسه با هدف توانمندسازی و استخدام افراد مستعد و خلاق راه‌اندازی شده‌است. در نهایت از ۱۱۶ نفر ورودی به این مدرسه، ۶۱ نفر نیروی کار متخصص از این مدرسه فارغ‌التحصیل شده و در تیم‌های مختلف داتین استخدام شدند.